# Montsià

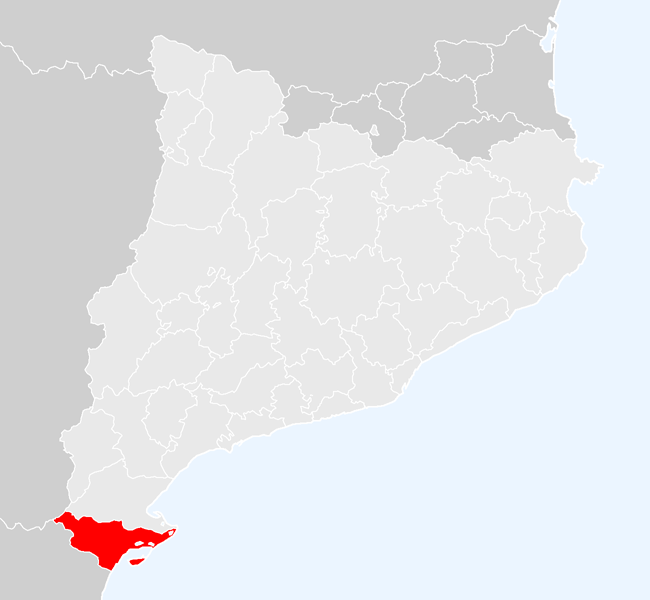
Localização do Montsià, na Catalunha.

Montsià

Montsià é uma região (comarca) da Catalunha. Abarca uma superfície de 735,42 quilômetros quadrados e possui uma população de 68 263 habitantes (em 2019).

## Subdivisões
A comarca do Montsià subdivide-se nos seguintes 12 municípios:
- Alcanar
- Amposta
- Freginals
- La Galera
- Godall
- Mas de Barberans
- Masdenverge
- Sant Carles de la Ràpita
- Sant Jaume d'Enveja
- Santa Bàrbara
- La Sénia
- Ulldecona